# Énergie en Roumanie
Le secteur de l'énergie en Roumanie est marqué par le secteur pétrolier du pays, qui, bien qu'aujourd'hui assez marginal d'un point de vue global, est d'une grande importance historique.
La Roumanie bénéficie d'un niveau élevé d'indépendance énergétique : elle n'importe que 24 % de ses besoins en énergie (pétrole surtout).
Sa consommation d'énergie primaire se répartit, en 2017, en 16 % de charbon, 28 % de pétrole, 29 % de gaz naturel, 9 % de nucléaire, 3,7 % d'hydroélectricité, 12 % de biomasse et 2,5 % d'éolien et solaire. La consommation d'énergie primaire par habitant était en 2017 inférieure de 9 % à la moyenne mondiale et de 54 % à celle de la France.
L'électricité représente 16,2 % de la consommation finale d'énergie du pays en 2017. Sa production provient en 2020 à 35 % des combustibles fossiles (17 % charbon, 16,9 % gaz naturel, 1,1 % pétrole), 20,5 % du nucléaire et 44,5 % des énergies renouvelables (28,1 % d'hydroélectricité, 12,4 % d'éolien, 3,1 % de solaire et 1 % de biomasse). Le solde importateur des échanges internationaux d'électricité atteint 4,8 % de la consommation brute.
Les émissions de CO2 liées à l'énergie étaient en 2017 inférieures de 17 % à la moyenne mondiale et de 21 % à celle de la France.

## Production d'énergie primaire
La production d'énergie primaire de la Roumanie s'est élevée à 25,5 Mtep en 2017, dont 17,5 % de charbon, 14 % de pétrole, 33,4 % de gaz naturel, 11,8 % de nucléaire, 4,9 % d'hydroélectricité, 15,1 % de biomasse et 3,3 % d'énergie éolienne, solaire et géothermique.
La Roumanie produit 2 215 GWh/an d'énergie géothermique.[réf. souhaitée]

### Secteur pétrolier et gazier amont

L'époque où la Roumanie exportait du pétrole est révolue depuis longtemps.

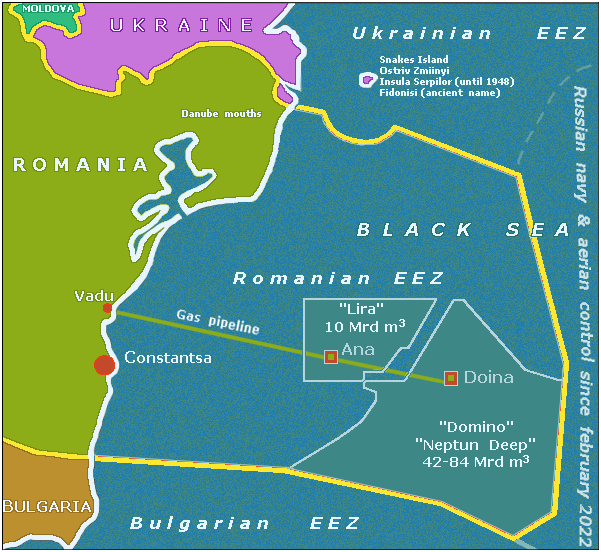
La Roumanie exploite des gisements de gaz naturel off-shore dans sa zone économique exclusive, dans une région impactée par l'invasion de l'Ukraine par la Russie de 2022, notamment lors de la bataille de l'île des Serpents (2022).

La production de pétrole en Roumanie est très ancienne. À Ploiești, une production industrielle de pétrole et une petite raffinerie (la première du monde) sont opérationnelles dès 1857. C'est l'une des deux plus anciennes production, commencée deux ans avant le puits construit par Edwin Drake. L'extraction artisanale de pétrole est attestée plusieurs siècles auparavant.
Pendant la Seconde Guerre mondiale, le pétrole roumain était vital pour l'effort de guerre de l'Axe et fut la cible des Alliés (notamment avec l'Opération Tidal Wave).
La production est centrée dans la Plaine de Pannonie. Elle a culminé à 313 000 barils/jours en 1976 avant de décroitre jusqu'à 79 000 b/j en 2016. La production de gaz, de son côté, atteint un point haut de 37 km3 en 1982 puis diminue jusqu'à 9,2 km3 en 2016. La Roumanie n'est plus autonome, ni en gaz, ni en pétrole.
L'exploration offshore en mer Noire a commencé dès les années 1970 et a révélé quelques modestes gisements, mais elle s'est récemment déplacé vers des eaux plus profondes où deux gisements de gaz significatifs ont été découverts : Lira (Rosneft) et Domino (ExxonMobil),, exploités par les deux plate-formes Ana et Doïna, menacées depuis l'invasion russe de l'Ukraine en 2022, par des mines russes qu'apportent périodiquement les courants marins. Quand la sécurité de la zone sera rétablie, ces deux gisements permettront un rebond de la production de gaz du pays.

### Secteur pétrolier et gazier aval
Le secteur du raffinage est en crise en Roumanie : plusieurs raffineries ont fermé. Seuls quatre sites restaient actifs en 2015. Leur approvisionnement est assuré par environ un tiers de pétrole roumain et deux tiers de brut importé. Le pays reste exportateur de produits raffinés, notamment essence et diesel. 
Le secteur de la distribution de carburant est toujours dominé par Petrom et Rompetrol, entreprises roumaines, qui en 2014 détiennent respectivement 545 et 394 stations-services. Des acteurs étrangers sont également présents : Mol, Lukoil et SOCAR.

## Importations d'énergie primaire
La Roumanie importe 24 % de ses besoins en énergie en 2017 : 18,5 % de ses besoins en charbon, 69,5 % pour le pétrole brut (mais elle en réexporte 20,6 % sous forme de produits pétroliers) et 10 % pour le gaz ; par contre, elle est exportatrice en électricité.

## Consommation d'énergie primaire
La consommation intérieure brute d'énergie primaire de la Roumanie s'est élevée à 33,33 Mtep en 2017, dont 16 % de charbon, 28 % de pétrole, 29 % de gaz naturel, 9 % de nucléaire, 3,7 % d'hydroélectricité, 12 % de biomasse et 2,5 % d'éolien et solaire.
La consommation intérieure d'énergie primaire par habitant était en 2017 de 1,70 tep, inférieure de 9 % à la moyenne mondiale (1,86 tep) et de 54 % à celle de la France (3,68 tep).

## Secteur électrique
L'électricité représente 16,2 % de la consommation finale d'énergie du pays en 2017.
La production d'électricité de la Roumanie s'élevait à 59,47 TWh en 2021, dont 36,2 % produits à partir des énergies fossiles (18,2 % de charbon, 16,7 % de gaz naturel, 1,3 % de pétrole), 19 % du nucléaire et 44,8 % des énergies renouvelables (29,8 % d'hydroélectricité, 11,1 % d'éolien, 2,9 % de solaire, 1,1 % de biomasse). Le solde importateur des échanges internationaux d'électricité atteignait 2,2 TWh, soit 3,6 % de la consommation brute.
La consommation d'électricité par habitant était en 2017 de 2 778 kWh, inférieure de 12 % à la moyenne mondiale (3 152 kWh) et de 61 % à celle de la France (7 209 kWh).

### Hydraulique

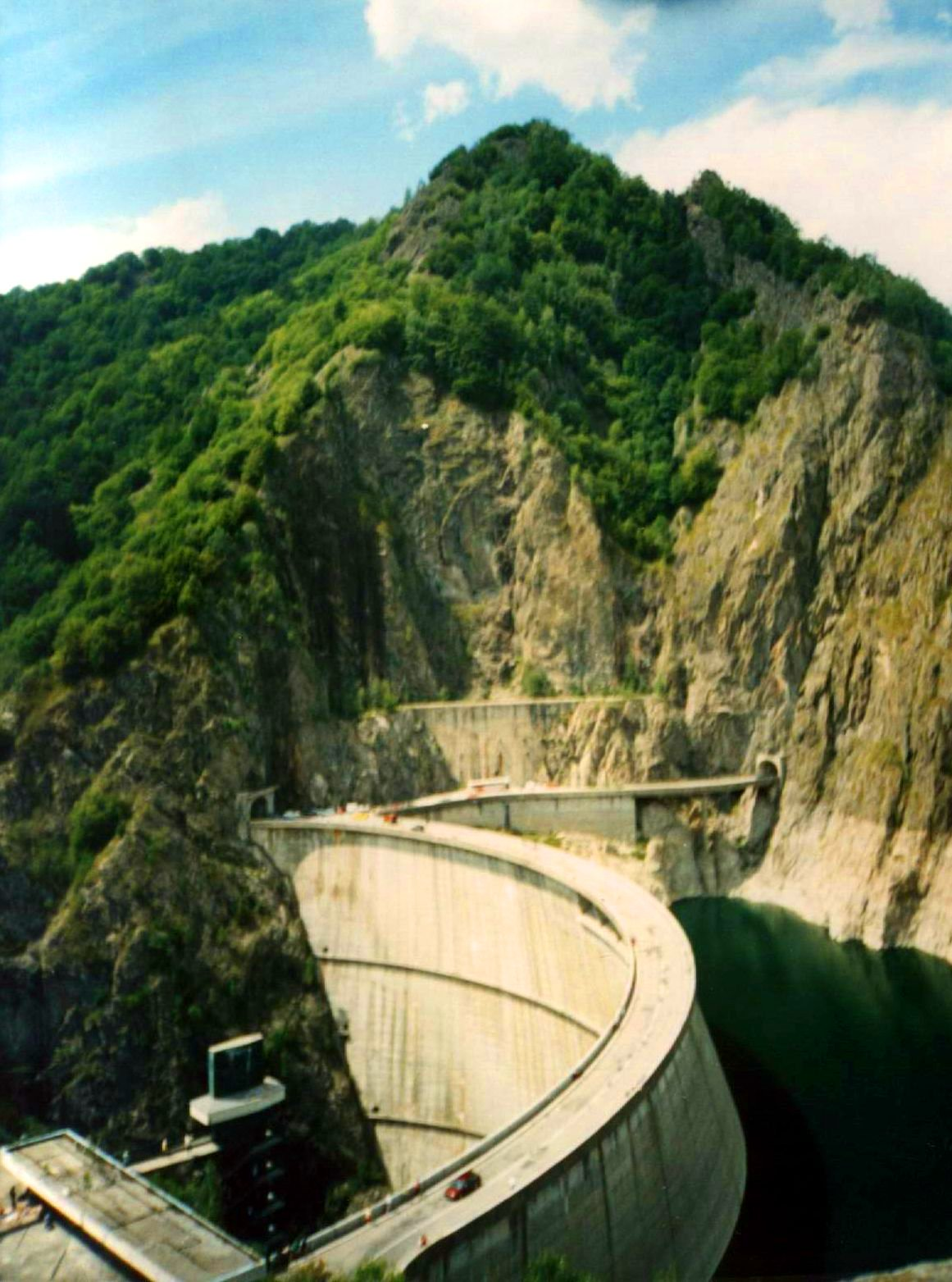
Le barrage Vidraru.

La Roumanie possède nombre de barrages dans les Carpathes qui ont contribué à la production d'électricité pour 14,85 TWh en 2017, soit 23,1 % du total (18,54 TWh en 2016). Elle se classe au 11e rang européen par sa puissance installée hydroélectrique : 6 313 MW, dont 92 MW de pompage-turbinage ; sa production hydroélectrique s'est élevée à 15,82 TWh en 2019.
Les barrages les plus importants sont les barrages Portes de Fer I et II. Ils sont situés à la frontière avec la Serbie et leur production est partagée entre les deux pays, la part roumaine représente environ 7 TWh/an pour les deux installations .

### Nucléaire

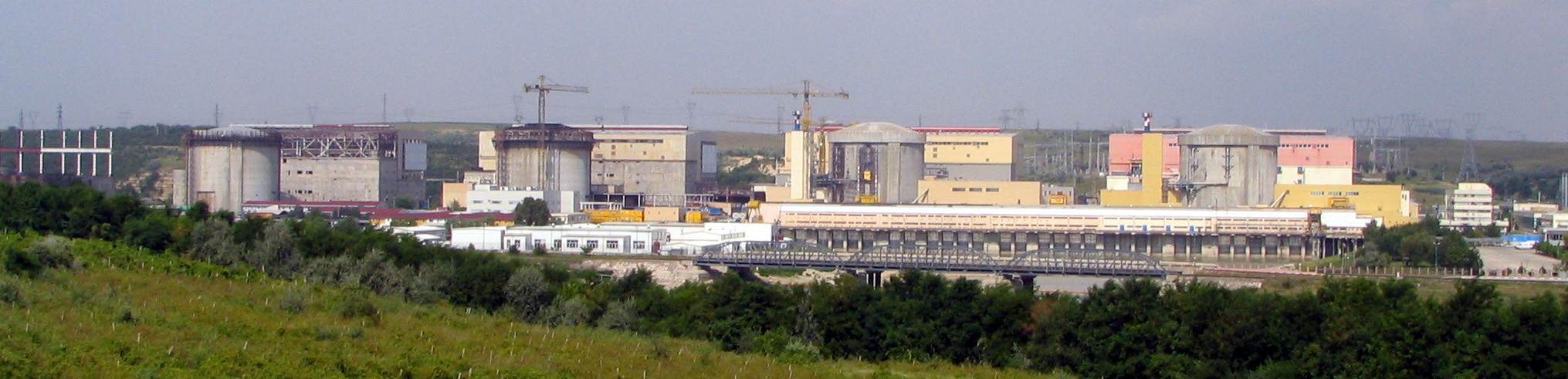
Centrale nucléaire de Cernavodă, photo : 2006.

La centrale nucléaire de Cernavodă est la seule du pays, comptant deux réacteurs de type CANDU de 650 MW chacun, mis en service en 1996 et 2007 ; ils ont produit 10,44 TWh en 2018, soit 17,2 % de la production d'électricité du pays.
La construction des tranches 3 et 4 de la centrale de Cernavodă, interrompue depuis 1992, a connu de nombreuses vicissitudes : en 2008, un tour de table avait été finalisé avec Nuclearelectrica, entreprise publique propriétaire de la centrale, et six investisseurs européens pour le financement du projet, qui a obtenu toutes les autorisations requises et finalisés les études de faisabilité, mais en 2011-2013 tous les actionnaires, sauf Nuclearelectrica, se sont retirés. Un nouvel appel à candidature en 2014 a permis de sélectionner le Chinois China General Nuclear Power Corporation (CGN), avec lequel les négociations détaillées étaient toujours en cours en 2017. En avril 2019, le conseil d'administration de Nuclearelectrica, dont l'État possède 82,5 % du capital, approuve la signature d'un accord avec CGN pour la création d'une coentreprise chargée de la construction des deux réacteurs.
Après avoir annoncé en janvier 2020 la rupture de l'accord avec CGN, la Roumanie établit en juillet 2020 un « Comité de coordination stratégique » afin de relancer le projet de construction de Cernavodă 3 et 4. En octobre 2020, le département de l'Énergie des États-Unis annonce la conclusion d'un accord de coopération avec la Roumanie pour mettre l'expertise technique américaine à la disposition de la Roumanie en vue de la construction de Cernavodă 3 et 4 et de la réhabilitation de Cernavodă 1.
En novembre 2021, NuScale et l'opérateur des centrales nucléaires roumaines Nuclearelectrica annoncent leur projet de construire une centrale de six petits réacteurs modulaires. Le 24 mai 2022 est signé le mémorandum d'entente entre NuScale, Nuclearelectrica et E-INFRA, le propriétaire du site choisi : Doicești, où la centrale à charbon sera remplacée par les petits réacteurs modulaires. L'accord couvre les études d’ingénierie, les analyses techniques et les formalités administratives.
Nuclearelectrica a signé un contrat pour la construction et de la mise en service de Cernavodă 3&4 avec FCSA Joint venture, coentreprise dirigée par l’américain Fluor, avec l’italien Ansaldo Nucleare, le canadien AtkinsRéalis et l’américain Sargent & Lundy Énergie. La Roumanie a signé par ailleurs en juin 2024 un accord avec ses partenaires canadiens pour réaliser les travaux nécessaires à la prolongation pour trente années supplémentaires des réacteurs à eau lourde CANDU, travaux qui doivent débuter en 2027 sur l’unité 1. Enfin, NuScale devrait construire sa tête de série à Doicești, sur le site d’une ancienne centrale à charbon. La centrale serait composée de six modules pour une capacité de 462 MW.

### Solaire

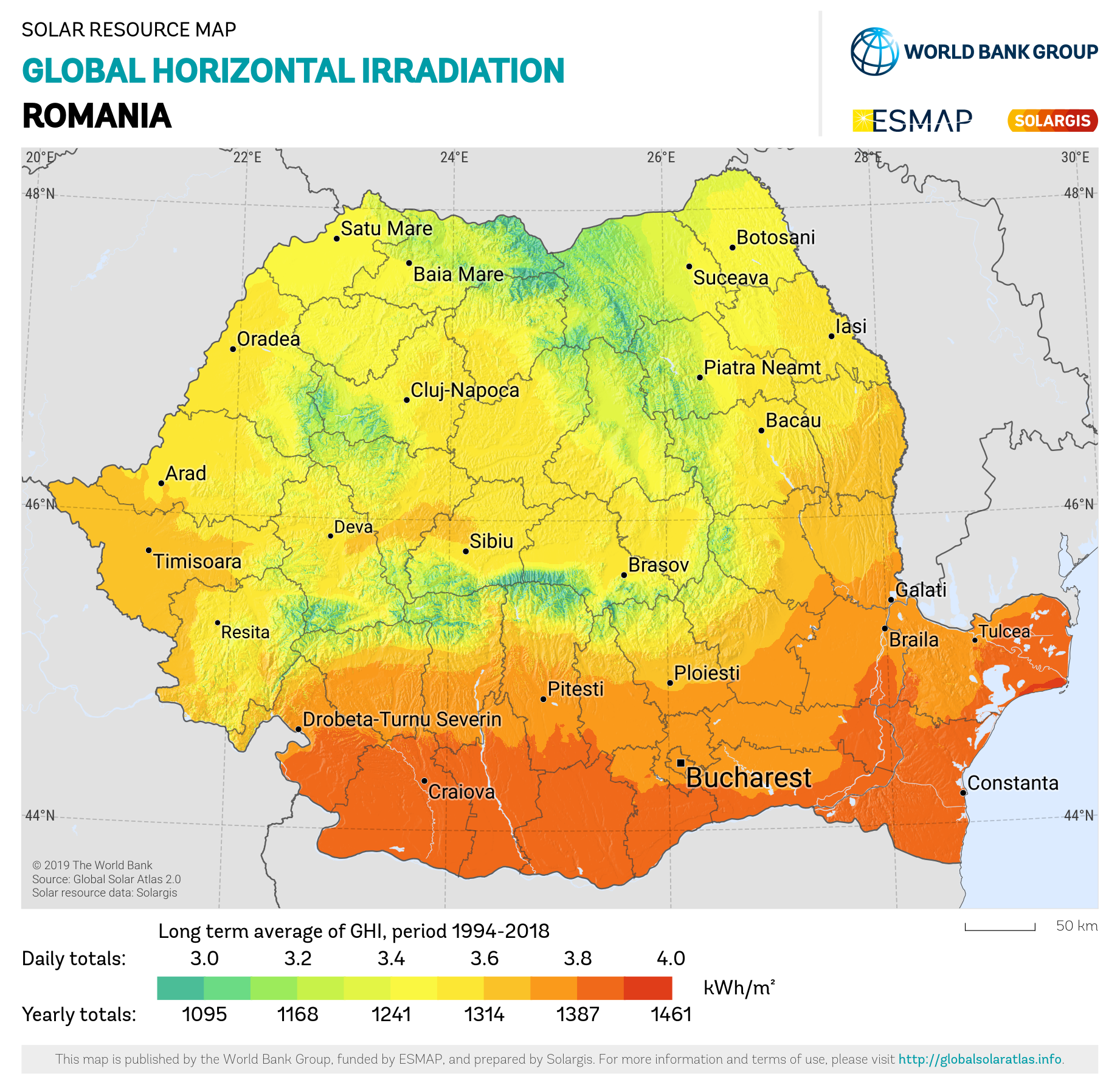
Carte de l'irradiation solaire horizontale en Roumanie, SolarGIS 2011.

## Impact environnemental
Les émissions de CO2 liées à l'énergie atteignaient 70,8 MtCO2 en 2017, soit 3,61 tCO2/habitant, inférieures de 17 % à la moyenne mondiale (4,37 t/hab) et de 21 % à celle de la France (4,56 t/hab).